# Foresight Linux
Foresight Linux è stata una distribuzione GNU/Linux che comprendeva sia software libero che proprietario, con lo scopo dichiarato di mostrare le ultime tecnologie disponibili in ambito desktop nel mondo Linux. Lo sviluppo era seguito dalla comunità Foresight, si basava su rPath e adottava un  ciclo di sviluppo di tipo rolling release.
Il progetto ha annunciato la sua chiusura a fine maggio 2015.

## Storia
Foresight è stata creata da Ken VanDine nel periodo in cui lavorava nel team di marketing di GNOME. L'idea era quella di creare una distribuzione Linux che mettesse a disposizione degli utenti le versioni più recenti di GNOME.
Dalla sua creazione, la distribuzione, è stata continuamente revisionata con modifiche minori e continue (essendo una rolling release). Ci sono stati però  momenti di cambiamento importanti come ad esempio il passaggio da Foresight 1.x a Foresight 2. Con l'avvento della versione 2 è stato introdotto il supporto 64 bit e introdotto il gestore grafico dei pacchetti denominato PackageKit.
Dopo il rilascio di Foresight 2, gli sviluppatori hanno lanciato un contest interno alla comunità Foresight con l'intento di aumentare il numero di applicazioni disponibili per la nuova versione: in parte migrnadole da Foresight 1 e in parte creandone ex novo. Il contest è stato sponsorizzato da Shuttle Inc. (partner OEM di Foresight) mettendo in palio computer (KPC di Shuttle) e periferiche di vario tipo per i vincitori. Sebbene la durata originaria fosse stata fissata in un mese, il concorso è stato esteso a due in modo da consentire la creazione di un numero maggiore di pacchetti.
Nonostante la distribuzione fosse basata su GNOME, dalla versione 2.5.0, sono stati introdotti gli ambienti desktop Xfce e KDE.
Foresight ha ricevuto l'Ovatio Award for 2008 Distro of the Year di Ars Technica.

## Caratteristiche
Foresight mette a disposizione ben quattro ambienti desktop: GNOME, KDE (in precedenza anticipato del sito web "ken's blog"), XFCE e LXDE (quest'ultimo è stato reso disponibile per la prima volta con l'uscita della versione 2.5.3.)
In precedenza ha seguito strettamente ogni più recente sviluppo dell'ambiente GNOME, infatti la distribuzione ha incorporato le più recenti versioni di GNOME il giorno stesso in cui ognuna di queste veniva distribuita. La versione GNOME attualmente in uso è la 2.32.1
Altra caratteristica di Foresight è quello di essere una distribuzione cosiddetta rolling release, ciò significa che i pacchetti  vengono continuamente aggiornati, senza dover reinstallare daccapo una nuova versione ogni qual volta essa sia disponibile.
La distribuzione ha come caratteristica peculiare il sistema di gestione dei pacchetti Conary. Questo sistema aggiorna soltanto quei specifici file nei pacchetti che necessitano di essere aggiornati, in contrasto con altri sistemi di gestione, come l'RPM Package Manager o l'Advanced Packaging Tool, che scaricano dal server dei sorgenti interi pacchetti, spesso inutili, e con la necessità di un lungo tempo di connessione.
Implementa PackageKit come gestore pacchetti grafico, il quale supporta, seppur non totalmente, RPM, APT (pacchetti .deb) e Conary.